# Fannia erythropsis
Fannia erythropsis är en tvåvingeart som först beskrevs av Jacques-Marie-Frangile Bigot 1888.  Fannia erythropsis ingår i släktet Fannia och familjen takdansflugor. Inga underarter finns listade i Catalogue of Life.